# Baríton
|  | Aquest article tracta sobre el registre de veu. Si cerqueu l'instrument, vegeu «Baríton (instrument)». |

Baríton és el tipus més comú de veu masculina, situada entre la del baix i la del tenor. El terme prové del grec βαρυτονος, que significa 'so profund'. Un baríton posseeix un registre que va des del La₂ fins al Fa₄ (el baríton líric sol anar de Si₂ a Sol₄). La mateixa denominació s'utilitza per referir-se a la persona que canta amb aquesta tessitura.

## Classificació
Tot i que amb baríton es denomina un tipus de veu masculina, hi ha diversos subtipus en el registre del baríton.

### Baríton dramàtic
Es tracta d'una veu amb un caràcter més pesant i fosc. Aquesta categoria no es correspon massa bé amb la categoria ‘Heldenbariton' del sistema Fach alemany, llevat que s'hi excloguen els barítons verdians. Els papers per a aquest tipus de veu s'anomenen també de ‘baix-baríton', i són d'un to típicament dramàtic. Aquests papers no excedeixen el Fa.

### Baríton líric
Una veu que és més lleugera i potser més suau que la del baríton dramàtic. És probablement la veu de baríton més corrent, i sol assignar-se a papers còmics.

### Baríton verdià
Una categoria encara més especialitzada. El baríton verdià posseeix una veu capaç de cantar consistentment i amb facilitat en la part més alta del seu registre vocal, de vegades per damunt del La natural.

### Elbaryton-noble
Mot francès per a baríton noble. Es tracta d'una veu que requereix un port noble, una vocalització tersa i una vigorosa declamació, tot en un balanç perfecte. Aquesta categoria originada en l'Opéra de Paris, però molt influïda per Verdi (Don Carlo a Ernani i a La forza del destino; el Comte de Luna a Il trovatore; Simon Boccanegra) i també en Wagner (Wotan; Amfortas).

### El Baríton ‘Martin'
Una veu de baríton molt lleugera, quasi un tenor, desenvolupada en l'Opéra-comique. Molt comuna en l'opereta i en la música francesa de cambra, la tècnica es va originar amb Jean-Blaise Martin.

## Història
L'ús del mot "baríton" va sorgir de baritonans a les darreries del Segle XV, en la música música religiosa polifònica francesa. En aquest temps el terme era equivalent al de ‘baix', utilitzant-se per a denominar les veus més greus del registre vocal. Però en el Segle XVII, a Itàlia, el terme ‘baríton' va començar a utilitzar-se per a designar les veus intermèdies del registre vocal masculí del cor.
El baríton va atènyer el registre vocal que avui se li atribueix a l'inici del segle xviii, però va ser denominat com a ‘baix' fins al Segle XIX. Moltes obres del Segle XVIII tenen parts marcades per a baix que en realitat ho són per a baríton, com és el cas de Figaro o el Comte Almaviva a Le nozze di Figaro o molts papers de les obres de Händel.

## Altres sentits i usos
El terme també s'aplica a instruments en el cas que un mateix instrument es construeix en mides diferents que puguin sonar en tessitures diverses amb un timbre homogeni. En aquest cas el baríton és l'instrument de tessitura immediatament més greu que el tenor. Això succeeix, per exemple en el cas del saxòfon.